# Centre Henri-Becquerel
Le centre Henri-Becquerel est un Centre de lutte contre le cancer (CLCC) situé à Rouen, en France.

## Présentation
Le Centre Henri-Becquerel (CHB) situé à Rouen (Seine-Maritime), fait partie des 18 Centres de Lutte Contre le Cancer (CLCC) de la Fédération nationale UNICANCER.
C'est un établissement de santé privé d'intérêt collectif (ESPIC), à but non lucratif, qui ne pratique aucune activité libérale. Il est donc géré par des personnes morales, de droit privé, et le centre participe au service public hospitalier.
Le Centre est situé rue d'Amiens à Rouen, à proximité de la Faculté de médecine et de pharmacie.
Le Centre Henri-Becquerel de 179 lits d'hospitalisation a été ouvert en 1967. Le Centre possède un important service de radio-isotopes, avec un laboratoire de stockage, une installation de rayonnements de hautes énergie (cobalthérapie, bêtatron, avec leurs salles de pré-traitement), un laboratoire de physique, des salles d'application des radio-éléments avec leurs dispositifs d'enregistrement.

## Ordonnance du Général de Gaulle
Le 1er octobre 1945, le général de Gaulle signe une ordonnance définissant l'organisation des Centres Régionaux de Lutte contre le Cancer. L'ordonnance permet d'établir des règles administratives ainsi que des objectifs communs à tous les Centres anticancéreux. C'est dans cet esprit que les dirigeants des Centres ont décidé de créer une Fédération.
Actuellement, il y a 20 Centres anticancéreux en France conforme à l'ordonnance de 1945. 

## Particularités
Les principes des Centres de Lutte contre le Cancer : 
- Avoir les meilleures possibilités de diagnostic et de traitement. Autrement dit, ce n'est pas seulement un médecin qui prendra la décision des démarches à suivre pour un patient mais toute une équipe, de services différents (médecins, chirurgiens, radiologistes, biologistes, anatomo-pathologistes…) qui se pencheront sur le dossier afin de choisir le traitement le plus adéquat.

- L'enseignement de la cancérologie, prévue par les textes de 1945.

Des conventions sont mises en place entre les Centres Hospitaliers Universitaires ainsi que les Centres de Lutte Contre le Cancer. Un C.H.U est une association liant une Faculté de médecine à un Centre hospitalier afin d'assurer la formation des étudiants. Une association qui peut s'étendre aux Centres de Lutte Contre le Cancer (CLCC).

## Anciens collaborateurs
- François-Guy Hourtoulle[4].